# Manuel Sanchís Hontiyuelo
Pour les articles homonymes, voir Sanchís.
Manuel Sanchís Hontiyuelo, plus connu sous le nom de Manolo Sanchís, est un footballeur espagnol, né le 23 mai 1965 à Madrid (Espagne). Il a joué en tant que défenseur dans l’équipe du Real Madrid et dans l’équipe d'Espagne. 
Il a remporté deux Ligues des champions et a été sacré huit fois champion d'Espagne.

## Biographie

### En club
Sanchis a débuté dans le centre de formation du Real et après une saison dans l’équipe B du Real (Castilla), il a rejoint les rangs de l’équipe fanion à 18 ans. Il a ensuite fait toute sa carrière professionnelle au Real pendant 18 ans. Il a fait partie de la célèbre Quinta del Buitre avec Butragueño, Martín Vázquez, Miguel Pardeza et Míchel, joueurs issus du centre de formation madrilène et qui ont permis au club de dominer le football mondial durant quelques années. Il est cependant le seul membre de la "Quinta" à avoir remporté la Ligue des Champions, en 1998 puis en 2000.
Avec le Real Madrid, il a remporté deux fois la Ligue des champions et huit fois le Championnat d'Espagne, dont cinq fois consécutivement.
Sanchis a disputé 710 matchs officiels avec le Real (toutes compétitions confondues), dont 523 matchs en « Liga » et 99 matchs dans les compétitions européennes. Il a marqué un total de 49 buts.
Il est le joueur à avoir disputé le plus de rencontres en faveur du Real Madrid après Raúl et Iker Casillas.
Dans les années 2010, il commente les matchs de Ligue des champions sur la chaîne publique TVE.

### En équipe nationale
Sanchis a commencé sa carrière en équipe nationale en novembre 1986 et a joué son dernier match avec l'Espagne en mars 1992.
En six ans, Sanchis a reçu 48 sélections en équipe d'Espagne et a marqué un but.
Il a participé au Championnat d'Europe 1988 et à la Coupe du monde 1990.

### Famille
Manuel Sanchís Hontiyuelo a un père, Manuel Sanchís Martínez, qui représenta également le Real Madrid et la sélection nationale. La famille Sanchis est la seule, avec les familles Maldini et Busquets, dont le père et le fils ont réussi à gagner la Ligue des champions (qui plus est avec le même club).

## Carrière
| Saison    | Club                              | Pays    |
| --------- | --------------------------------- | ------- |
| 1979-1982 | Real Madrid (centre de formation) | Espagne |
| 1982-1983 | Real Madrid Castilla              | Espagne |
| 1983-2001 | Real Madrid                       | Espagne |

## Palmarès

### Avec le Real Madrid
- Vainqueur de la Ligue des Champions en 1998 et 2000
- Vainqueur de la Coupe de l'UEFA en 1985 et 1986
- Vainqueur de la Coupe Intercontinentale en 1998
- Champion d'Espagne en 1986, 1987, 1988, 1989, 1990, 1995, 1997 et 2001
- Vainqueur de la Coupe d'Espagne en 1989 et 1993
- Vainqueur de la Supercoupe d'Espagne en 1988, 1989, 1990, 1993 et 1997
- Vainqueur de la Coupe de la Ligue en 1985
- Finaliste de la Supercoupe d'Europe en 1998

### En équipe d'Espagne
- 48 sélections et 1 but entre 1986 et 1992
- Champion d’Europe Espoirs en 1986
- Participation au Championnat d'Europe des Nations en 1988 (premier tour)
- Participation à la Coupe du Monde en 1990 (huitième de finaliste)